# ＃HimToo
#HimToo（ヒムトゥー）は、性的暴行の男性被害者を支援し、性的暴行の虚偽の告発に反対する運動。この運動は、#MeToo運動による虚偽のレイプ告発の風潮が原因で息子が恐怖を感じているという母親からのツイートが投稿された後、2018年10月に始まった。ブレット・カバノーの指名公聴会で、それはより知られるようになった。#HimToo運動は、#MeToo運動による性的暴行の申し立てに対する応答と見なされている。 

## 歴史
ハッシュタグ#HimTooの意味は、その存在の過程を通じて絶えず変化してきた。2015年より前に最初に使用された時、#HimTooには政治的な意味はなかった。 
#HimTooは、レイプの告発や性関連の問題にはまだ使用されていなかったが、2016年に最初に政治的な意味合いを持ち始めた。#HimTooは、2016年アメリカ合衆国大統領選挙でヒラリー・クリントンのランニングメイトであったバージニア州選出の上院議員ティム・ケインへの支持を示す方法として使われた。その時、ハッシュタグ#ImWithHerはクリントンを表し、#HimTooはケインを表していた。最終的にドナルド・トランプの支持者は、同じハッシュタグ#HimTooを使用して、バラク・オバマを批判した。 
#HimTooは、アメリカ合衆国の女性がハッシュタグ#HimTooを付けて息子についてツイートした時に、#MeToo運動と関連を持つようになった。彼女は、息子のピーター・ハンソンが、レイプの虚偽の告発のために女性と恋愛することを恐れていると主張した。ハンソン自身は母親のツイートを否定し、性的違法行為で誤って告発されることを恐れて交際を避けることはなく、#HimTooを支持しておらず、これからも支持することはなく、#MeToo運動を支持すると述べた。しかし、#MeToo運動の主要なリーダーの1人である女優のアーシア・アルジェントが、未成年のジミー・ベネットを性的暴行したとして告発され、その和解金の一部として38万ドルを支払った後、#HimTooがますます人気になった 。
ブレット・カバノーの指名公聴会で、ハッシュタグ#HimTooがカバノーの擁護で再び人気を博した。人々はハッシュタグ#HimTooを使用して、カバノーへの支持を表明し、虚偽のレイプ告発を行ったとされる女性を批判した。その後、ハッシュタグは進化し、より一般的に、男性を虚偽のレイプの告発から守るために使用されるようになった。#HimTooは、性的暴行の裁判が始まる前に男性が有罪であると暗示されるべきではないと主張することにより、性的暴行の裁判中の男性に対する公平性の呼びかけとして#MeTooに対する反論となった。 

## #HimTooラリー
2018年11月17日、オレゴン州ポートランドのダウンタウンで、愛国者の祈りのメンバーである、ヘイリー・アダムスが主催する#HimToo運動を支援する集会が開催された。アダムスによると、彼女と他の約40人が集まって、虚偽のレイプ告発の被害者である男性への支持を表明した。講演者は、虚偽のレイプの告発の話を共有し、「男性の権利」に関する他の点について話した。愛国者の祈りのリーダーであるジョーイ・ギブソンは、#HimToo集会で話した。 集会の出席者と講演者の多くは、ギブソンと愛国者の祈りに関係していた。 

## 批判
#HimTooは、性的暴行の虚偽の告発の頻度を誤って伝えていると批判されている。